# Avenue de Wagram
Pour les articles homonymes, voir Wagram (homonymie).
L'avenue de Wagram est l'une des voies radiales de l'Étoile, formant la limite entre les 8e et 17e arrondissements de Paris. Partant de la place Charles-de-Gaulle, au sud, elle se termine à la place de Wagram au nord. Sa longueur est de 1 500 mètres et sa largeur de 36 mètres.

## Situation et accès
Elle est coupée par la place des Ternes, qui se trouve à son carrefour avec le boulevard de Courcelles, la rue du Faubourg-Saint-Honoré et l'avenue des Ternes. C'est un rond-point plutôt qu'une place avec, en son centre, un marché aux fleurs.
De part et d'autre de cette place, l'avenue a deux styles et deux histoires très différents. André Becq de Fouquières observait en 1953 : « L'avenue de Wagram, dans sa partie qui joint la place des Ternes à la place de l'Étoile, a un caractère sans aucun rapport avec celui qui sera le sien plus bas — caractère distinctif qu'elle avait déjà il y a cinquante ans. Entre l'élégante plaine Monceau et l'Étoile, il y a là quelques arpents qui ont je ne sais quel accent faubourien. La vieille barrière des Fermiers généraux, qui passait par là, a laissé une empreinte qui s'est totalement effacée du côté du boulevard de Courcelles. »
L'extrémité de l'avenue de Wagram vers la sortie de Paris se situe à son carrefour avec le boulevard Pereire, toute proche de la porte d'Asnières et à l'abri des fortins no 46 et no 47 des fortifications de Thiers.
L’avenue est desservie par la ligne 2 à la station Ternes et par la ligne 3 à la station Wagram.

## Origine du nom
L'avenue et la place ont été nommées « de Wagram » le 2 mars 1864 en hommage à la victoire de la Grande Armée française qui eut lieu le 6 juillet 1809 à Wagram, sous le commandement de Napoléon Ier face à l'armée autrichienne, et en même temps à l'un des principaux artisans de cette victoire, son chef d'état-major, le maréchal Berthier, qui reçut le titre de « prince de Wagram ».

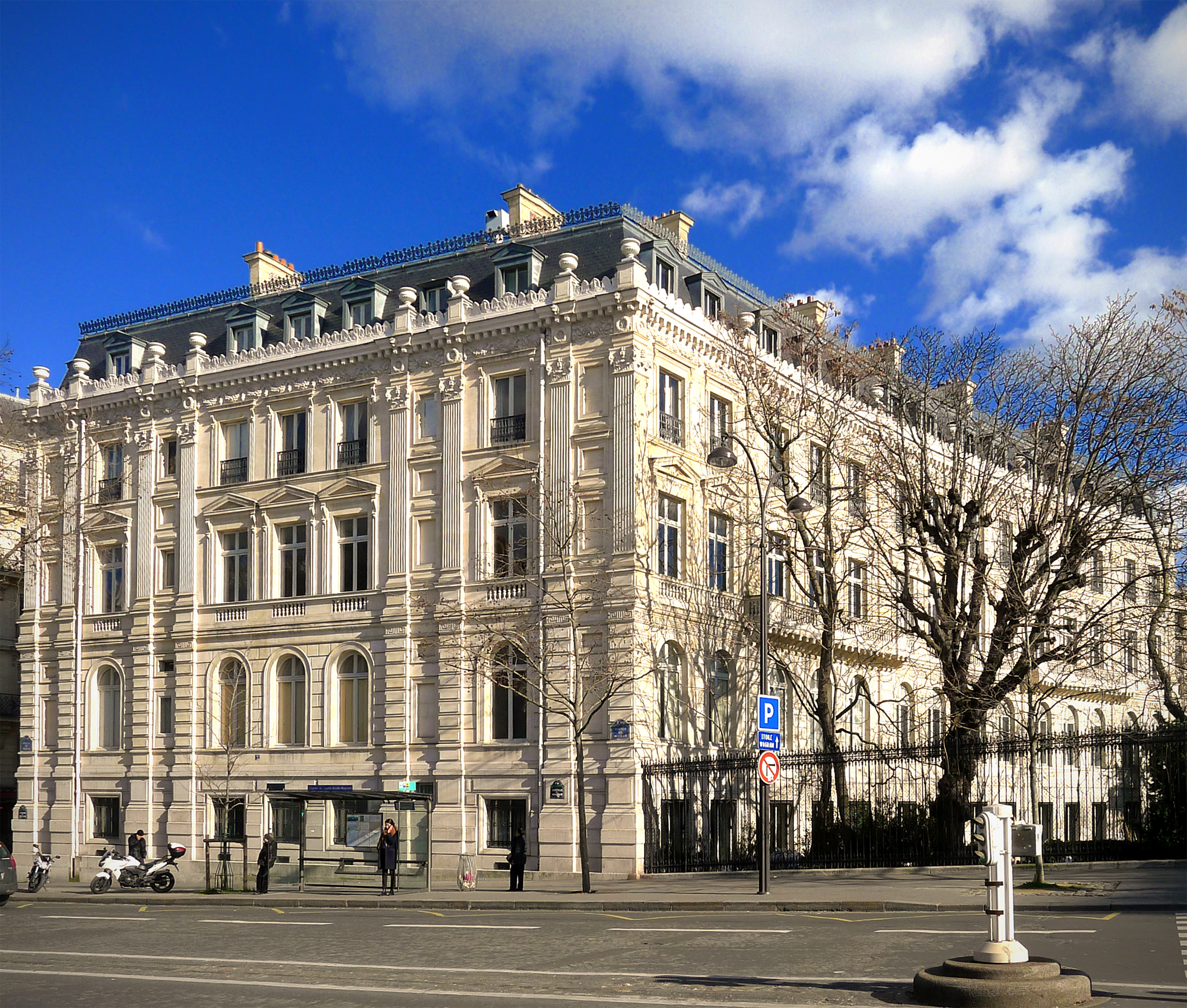
Angle de l'avenue avec la place de l'Étoile.
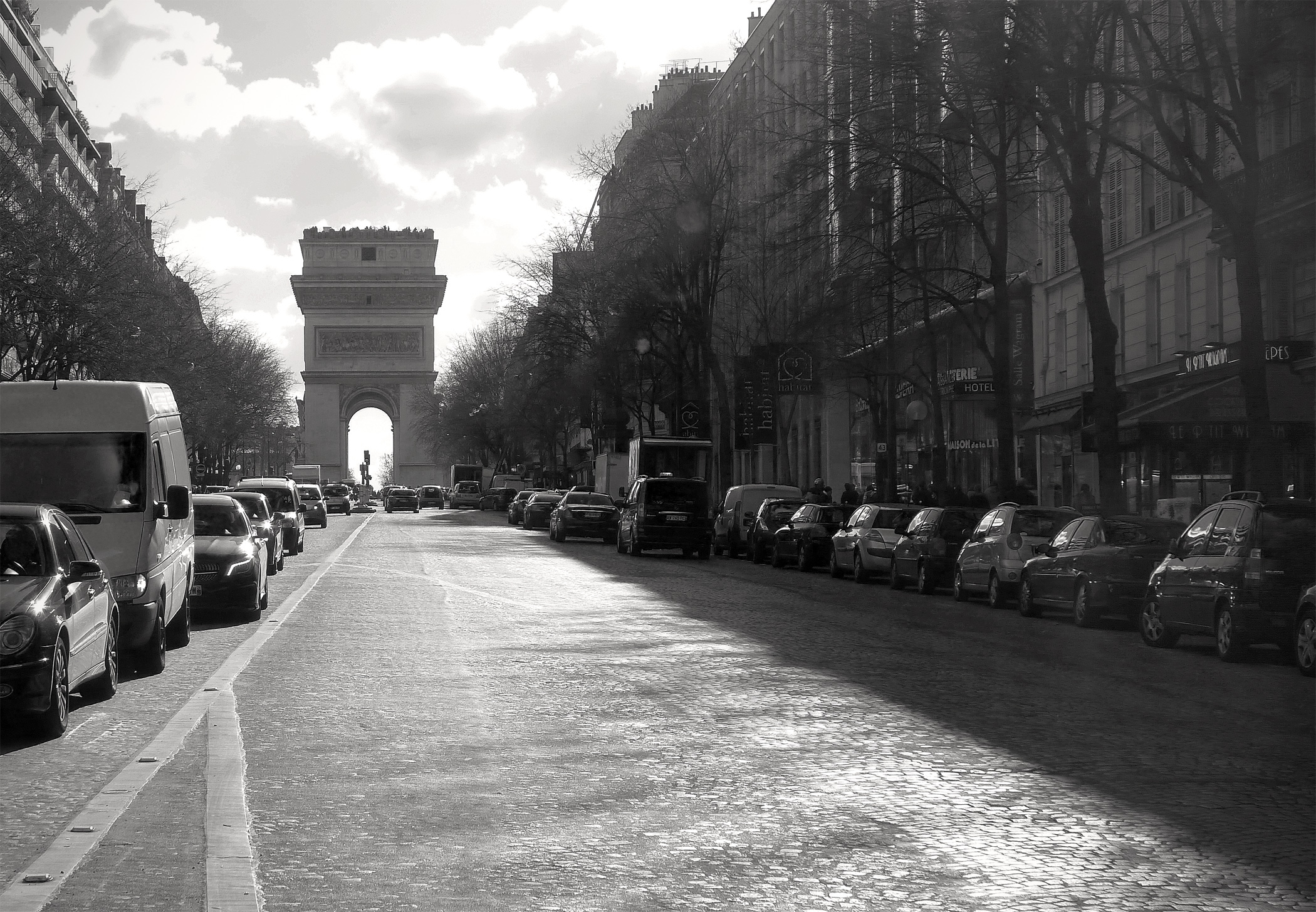
En direction de l'Arc de Triomphe.
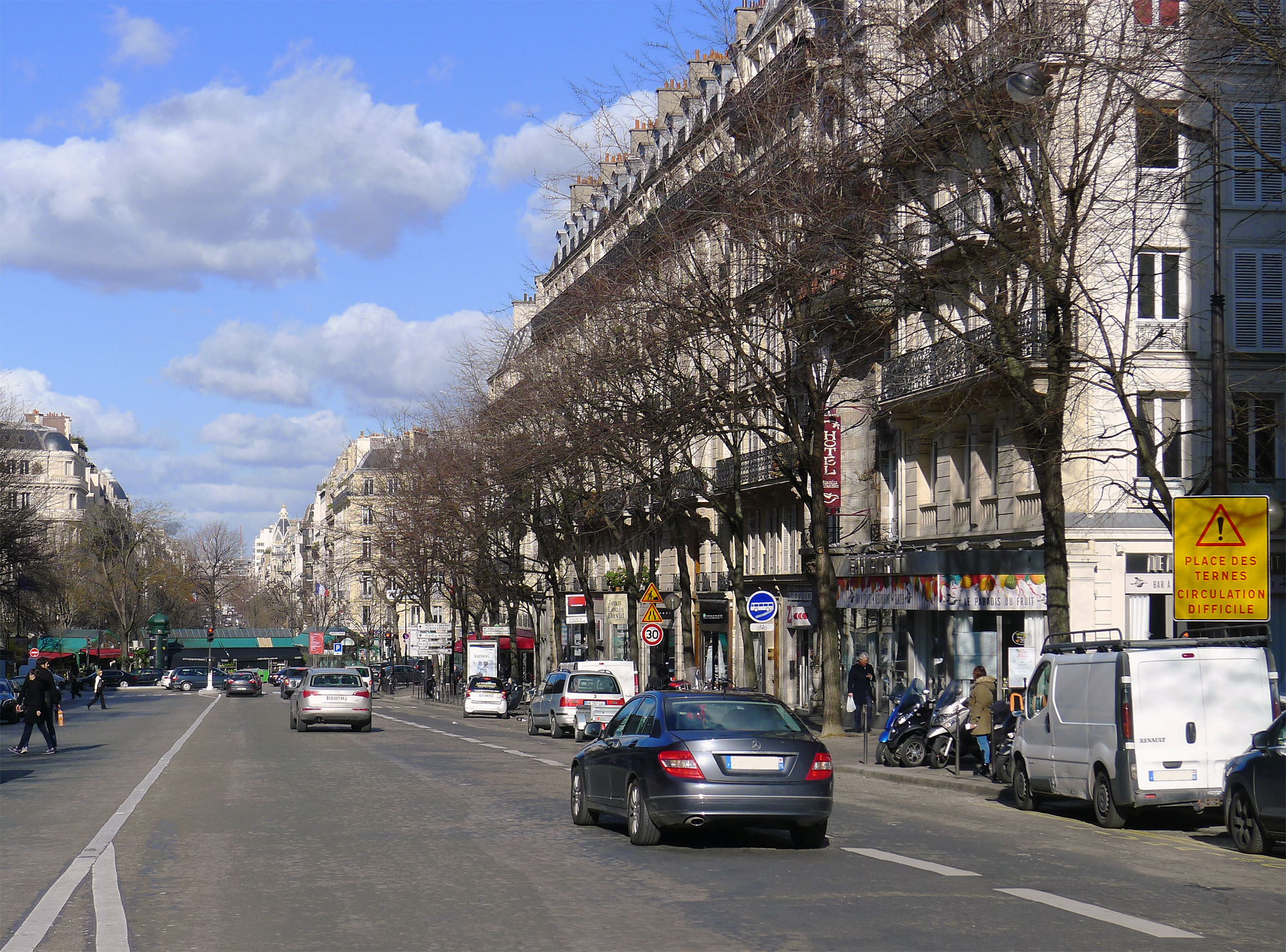
En direction de la place des Ternes.

## Historique
L'avenue de Wagram, dans sa partie proche de la place de l'Étoile, suit le tracé de l’une des huit allées rayonnantes de « l’étoile de Chaillot » qui fut arborée dès 1724, sous le règne de Louis XV et la surintendance du duc d’Antin.

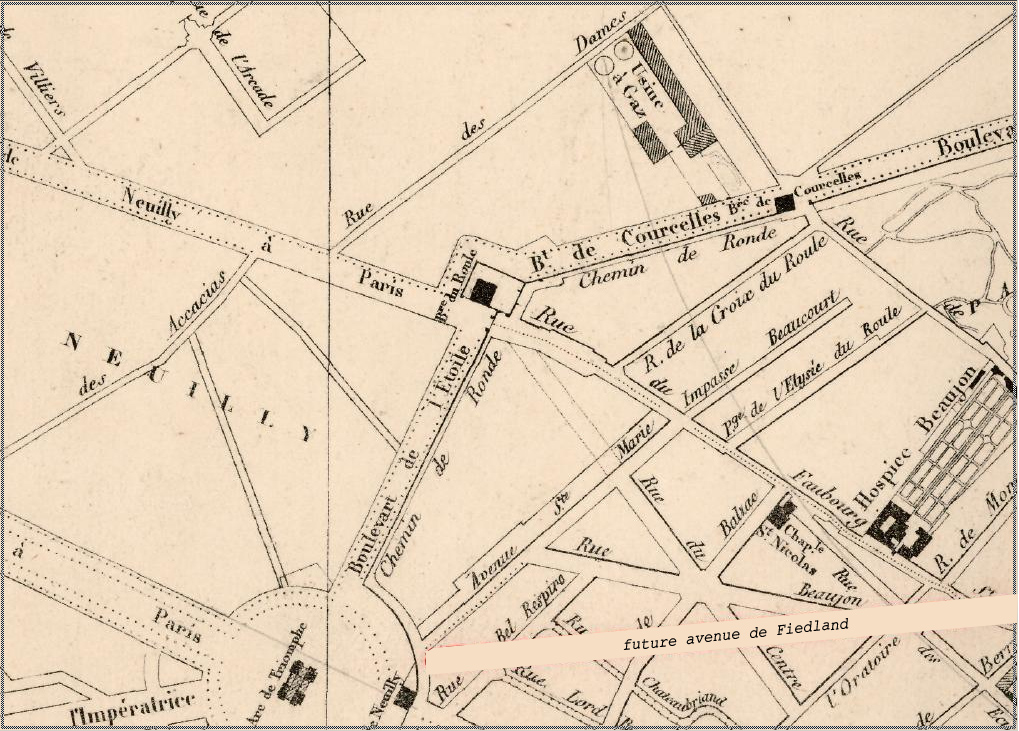
Autour de la barrière du Roule
(plan Jacoubert, 1860).

Cette allée était située en pleine campagne et non bâtie, et n'avait alors que vocation de promenade et de symétrie ; elle figure sur les plans du début du XVIIIe siècle et y était nommée « boulevard de l’Étoile ».
L'avenue elle-même a été ouverte le 16 janvier 1789, avec la fin de la construction du mur des Fermiers généraux entre la barrière de l’Étoile (aussi dénommée de Neuilly) et la barrière du Roule (aussi dénommée « des Ternes »). Cette partie de l'ancien chemin de ronde était comprise entre l'avenue des Champs-Élysées, et l'avenue des Ternes.
- À l'intérieur, elle était nommée le « chemin de ronde du Roule[4] ».
- À l'extérieur de l'ancien mur d'octroi, elle était nommée le « boulevard de l’Étoile ».

Au-delà de la barrière du Roule, le mur des Fermiers généraux ne se continuait pas dans le même axe, mais tournait sur la droite après la place des Ternes et se continuait alors vers Montmartre en passant par les barrières de Courcelles et celle du parc Monceau (ou de Chartres), l'une des quatre rares barrières préservées aujourd’hui, et suivait l'actuel boulevard de Courcelles.
L'avenue de Wagram elle-même fut d'abord prolongée le 13 août 1854, vers la place de l'Étoile entre la rue de Tilsitt et la place pour en assurer la symétrie.
Au-delà de la barrière des Ternes, l'avenue n'a été tracée qu'après le milieu du XIXe siècle (elle ne figure pas encore sur plan Jacoubert de 1860). Jusqu'en 1863, la voie extérieure faisait partie de la commune de Neuilly. Lors de son rattachement à Paris, elle fut prolongée par la route départementale no 6 ou « boulevard de Bezons » jusqu'au boulevard Pereire qu'elle atteint place de Wagram. Elle prend le nom d'« avenue de Wagram » le 2 mars 1864.

## Le Haut de Wagram
Cet historique explique les différences importantes entre ce que l'on peut appeler le haut de Wagram, qui fut depuis le Directoire l’un des foyers de la fête et de la « vie parisienne », et l'avenue de Wagram de la plaine Monceaux, beaucoup plus tardive et plus « bourgeoise ».
À l'origine, près de la place de l'Étoile, au-delà des murs des fermiers généraux, s'installe une guinguette, hors limites de l'octroi et de Paris. Le bal de Dourlans (qui devint la salle Wagram) y fut ouvert dès 1812, dans un jardin alors situé en pleine campagne.
Sous le Directoire, la Restauration ou le Second Empire, ce pâté de maisons prospéra et fut jusqu'à la seconde moitié du XXe siècle l’un des hauts lieux parisiens de la fête, du spectacle, de la danse et du sport.

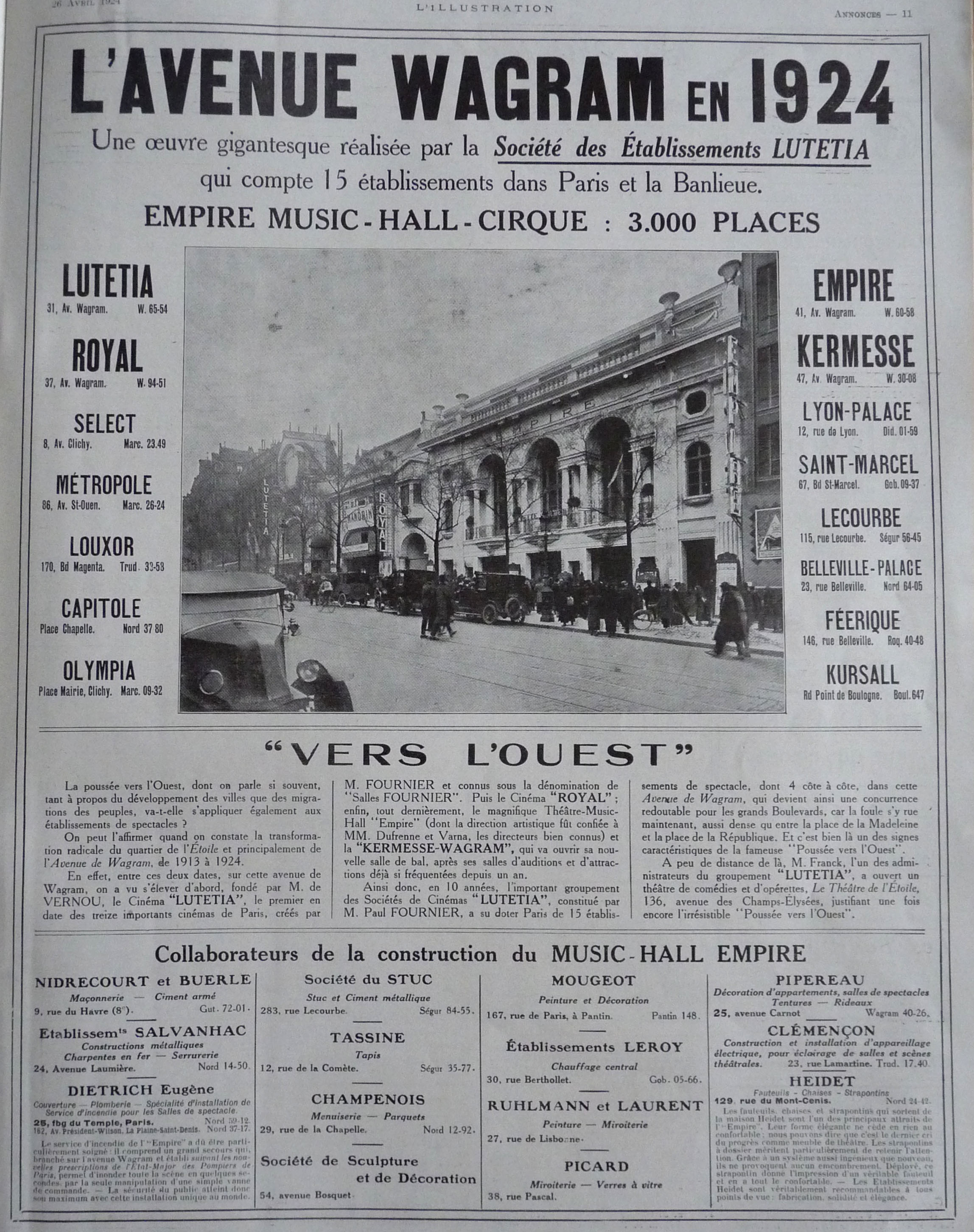
« L'avenue de Wagram en 1924 » (L'Illustration, « Les nouvelles salles de spectacle ».

## Les hauts lieux de la «vie parisienne»
Jacques Salles écrit en 1975 : « À descendre aujourd’hui l’avenue de Wagram de l’Étoile aux Ternes, on a quelque peine à imaginer qu’elle fut, il y a un siècle, un des hauts lieux du spectacle parisien. En effet, au début du XXe siècle, le trottoir des numéros impairs offrait au passant deux cinémas d’exclusivité (le Royal au no 39 et le Lutétia au no 31), un théâtre (le théâtre de l’Étoile), une salle de bals et de réunions (la salle Wagram au no 39), un music-hall (l’Empire au no 41), et un café-concert (le Concert de l’Univers au no 47). »
Tout autour de cette zone et tous proches, on trouvait également un autre théâtre : la Comédie Wagram (rue de l’Étoile) ; un concert : le Paris-Concert (avenue des Ternes) et d'autres cinémas : le Mac Mahon, le Club de l’Étoile (rue Troyon), le Studio des Acacias, le Calypso (avenue des Ternes), La Boite à Films et Le Napoléon (avenue de la Grande-Armée).
Sauf la salle Wagram, le cinéma Mac Mahon et le Club de l’Étoile, tous ont disparu aujourd’hui.
En descendant l'avenue on trouve :
- No 22 : siège social d'EDF.
- No 26 : le peintre Charles Wislin (1852-1932) y résida.
- No 29 : Madame de Thèbes exerce son métier de voyante depuis son salon[8].
- No 32 : le peintre Louis Valtat (1869-1952) y a vécu de 1914 à 1948?
- No 35 : emplacement du café-théâtre les Folies Wagram et du music-hall L'Étoile, fondé en 1928 et aujourd’hui disparu.

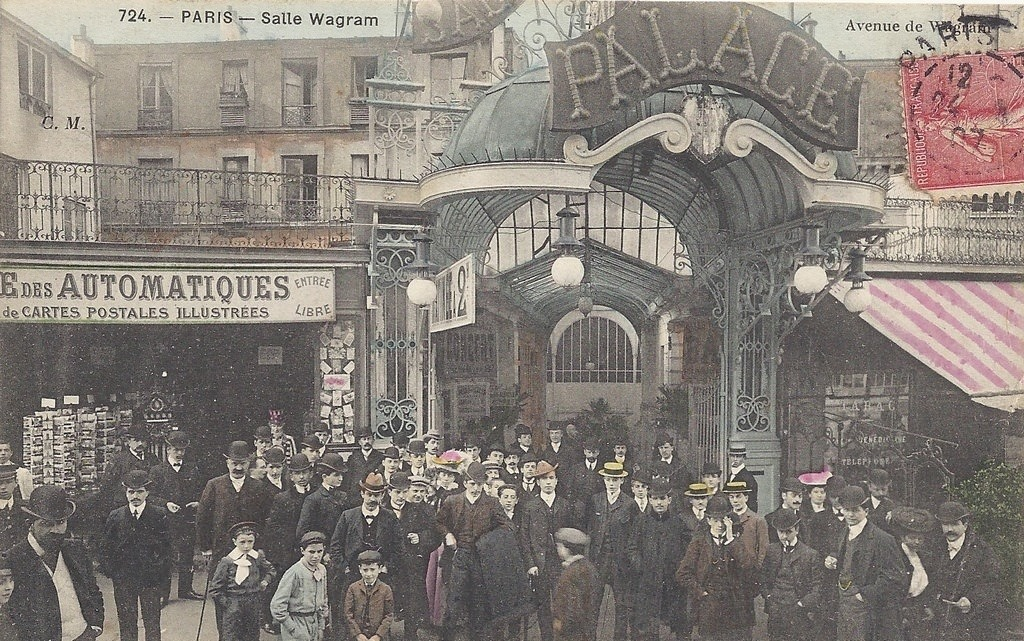
Entrée de la salle Wagram au no 39.

- No 39 : ancienne entrée « officielle » de la salle Wagram, aujourd’hui transformée en hôtel de luxe avec une façade de verre en courbes et contre-courbes réalisée par l'architecte Christian de Portzamparc. Une façade du XXIe siècle qui remplace les anciennes façades de l'Empire et de la salle Wagram.
- À noter juste en face au no 34 l'extraordinaire Céramic Hôtel. Un hôtel particulier construit en 1904 par l'architecte Jules Lavirotte, primé au concours de façades de 1905 pour son décor entièrement recouvert de grès flammés polychromes d'Alexandre Bigot, avec des sculptures de Camille Alaphilippe. Un des exemples les plus célèbres de l'Art nouveau, ultérieurement transformé en hôtel de voyageurs à cette enseigne[9]. La façade et la toitures sont inscrites monuments historiques par arrêté du 17 juillet 1964 et labellisées « patrimoine du XXe siècle[10] ».

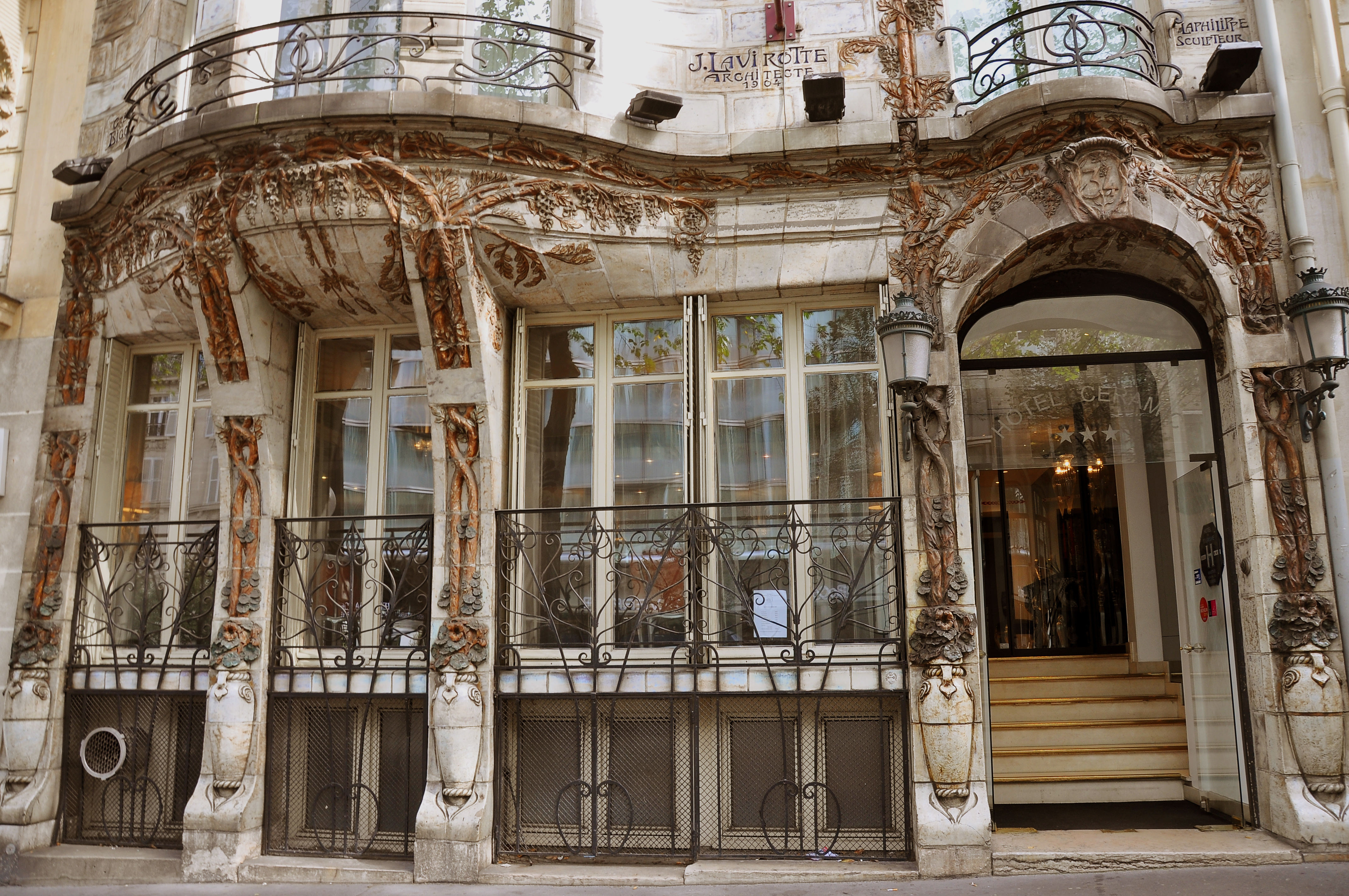
La façade de Céramic Hôtel au 34, avenue de Wagram.

- No 41 : théâtre de l'Empire. Aujourd’hui disparu à la suite d'une explosion accidentelle en 2005, heureusement sans atteindre sérieusement la salle Wagram située très en retrait. La reconstruction de l'ensemble a permis la restauration de la salle Wagram mais le long couloir « magique » de près de cent mètres a été remplacé par un escalier monumental à ciel ouvert. La salle Wagram tente de retrouver son faste d’antan et accueille à nouveau des spectacles, des cabarets, des réceptions, des congrès et des soirées dansantes.
- No 47 : la Brasserie de l'Univers se lance dès 1894 dans le concert, puis deviendra un cercle de jeux, le plus connu et le plus fréquenté de Paris[11]. Le cercle Wagram a été fermé en 2011 à la suite d'une procédure pour extorsion de fonds en bande organisée et à la condamnation du gang de la Brise de mer à de lourdes peines. Aujourd'hui renommé « pavillon Wagram », il sert de salle de réception.

## La Rambla ou Le Paseo
Dès avant la Seconde Guerre mondiale, mais davantage encore dans les années 1950, cette portion de l’avenue était devenue le rendez-vous dominical des Espagnols de Paris. Les innombrables domestiques, chauffeurs, valets et femmes de chambre, bonnes à tout faire espagnols employés dans les beaux quartiers arpentaient l’avenue le dimanche et les jours de fête. Des centaines de personnes endimanchées y fréquentaient des cafés, des bars à tapas et des bals bien à eux qui s’y étaient implantés au fil des ans, au point que le haut de l'avenue fut surnommée « La Rambla » ou « Le Paseo » (« la promenade »).

## L'avenue de Wagram de la plaine Monceaux
L'élégante plaine Monceau a un caractère nettement plus classique sans grand rapport avec l'animation de l'Étoile.
On y remarque cependant :
- No 108 : bureau de Poste Wagram. Restructuré en 2010, le chantier donna lieu à une première, le musée de Graffitis à ciel ouvert, utilisant une énorme base de chantier noire de 2 000 m2 servant de support à l'exposition éphémère de tags et graffitis réalisés par les plus grands graffeurs français et internationaux[13].
- No 112 : ancien siège de la fondation Concorde.
- No 128 : hôtel Mercedès des années 1930 de style Art déco, avec de superbes vitraux de Jacques Grüber.
- No 140 : collège Pierre-de-Ronsard.

## Bâtiments remarquables et lieux de mémoire
- No 29 : c'est à cette adresse que s'installa Anne Victorine Savigny, alias madame de Thèbes (1845-1916), comédienne qui s'établit « voyante » et chiromancienne sur le conseil d'Alexandre Dumas. « On peut s'étonner qu'elle ait élu une grande voie très passagère pour s'établir dans un négoce dont les clients souhaitent en général plus de discrétion. Mais Mme de Thèbes avait acquis une position quasi-officielle et les grands, petits et moyens personnages qui venaient chez elle prendre une consultation n'y mettaient ni plus ni moins de gêne que chez le praticien en vogue[1]. »
- No 29 (5eétage) : René Lenormand (1846-1932), compositeur de musique, père d'Henri-René Lenormand (1882-1951), auteur dramatique[14].
- No 32 : à cette adresse, Louis Valtat ouvre son nouvel et dernier atelier en 1914. Dans les années 1930 Robert Mallet-Stevens réalise ici l'agencement du magasin (disparu) Cafés du Brésil[15].
- No 35 : vaste parcelle à laquelle on accédait depuis l'avenue par une longue allée étroite et qui communiquait avec la rue de l'Étoile (№ 8). Le photographe Josep Maria Cañellas y eut un atelier « au rez-de-chaussée avec jardin » (1898-1902). Il y décèdera le 12 juin 1902[16].
- No 42 : immeuble mixte d'habitations et de commerces signé et daté sur la façade, au niveau du premier étage « Alfd Fasquelle, architecte 1891 ». Précédemment emplacement du studio de photosculpture, ouvert en 1862 sur l'ancien boulevard de l'Étoile, devenu ensuite avenue de Wagram, par le sculpteur, artiste peintre et photographe François Willème (1830-1905). Il ferme en 1867, malgré le soutien des critiques, artistes et entrepreneurs[17].
- No 73 bis : domicile de Gaston Doumergue avant son élection à la présidence de la République ; durant son mandat, il retrouve sa compagne Jeanne Gaussal à cette adresse[18].
- No 91 : consulat général d'Équateur dans les années 1900-1920[19],[20].

La brasserie et café Le Week-End (qui avait déjà ce nom d'enseigne) apparaît dans une scène, principalement interprétée par Jean Gabin, qui y incarne le personnage de Max le Menteur, du film long-métrage Touchez pas au grisbi, réalisé par Jacques Becker et sorti en 1954.
- No 129 :
  - dernier lieu de vie et de travail du peintre Odilon Redon (1840-1916)[22].
  - Maurice Féaudierre, dit Serge (1901-1992), écrivain et dessinateur français, spécialiste et historien du cirque, y est né[23]

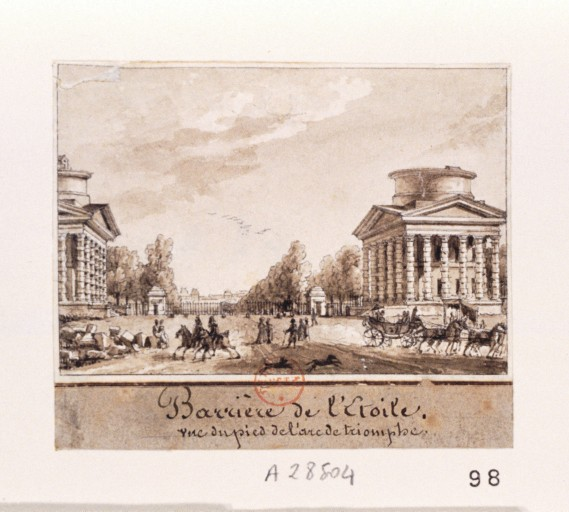
Barrière de l'Étoile vue du pied de l'Arc de Triomphe.
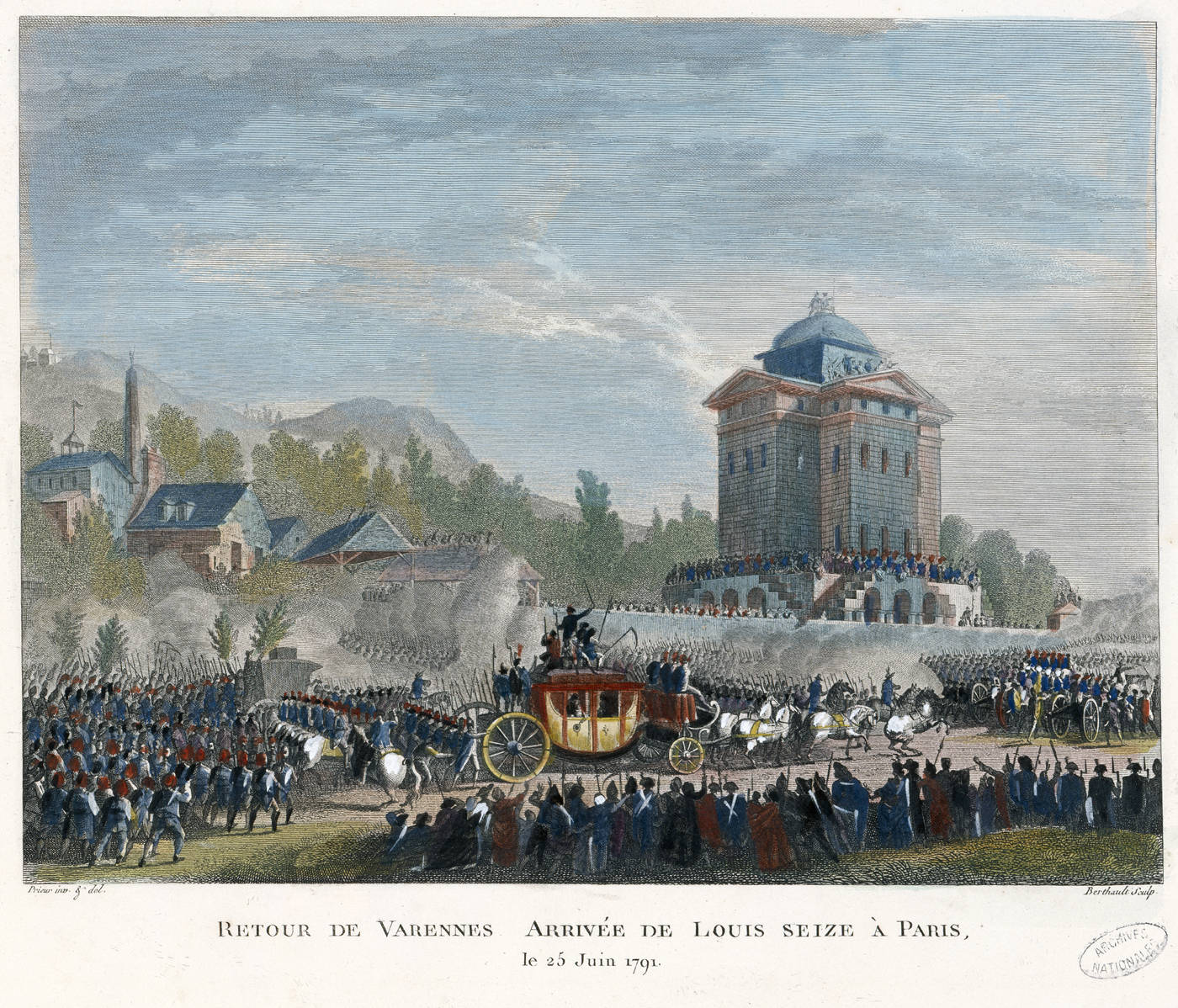
Barrière du Roule, Retour de Varennes de Louis XVI.
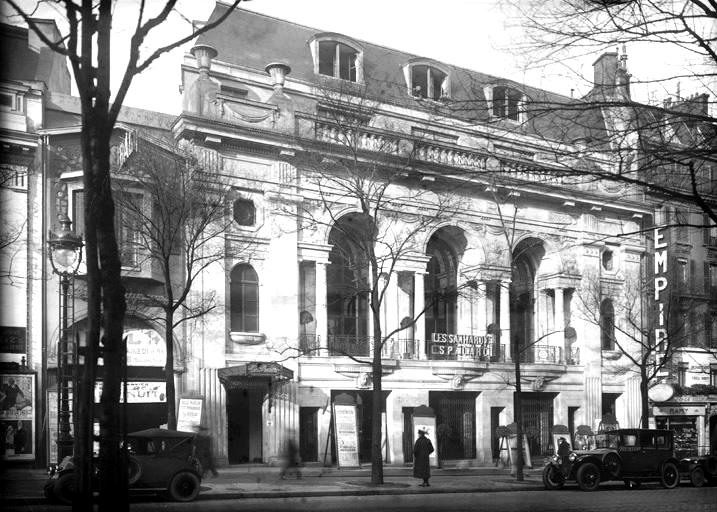
Façade de l'Empire après 1924.
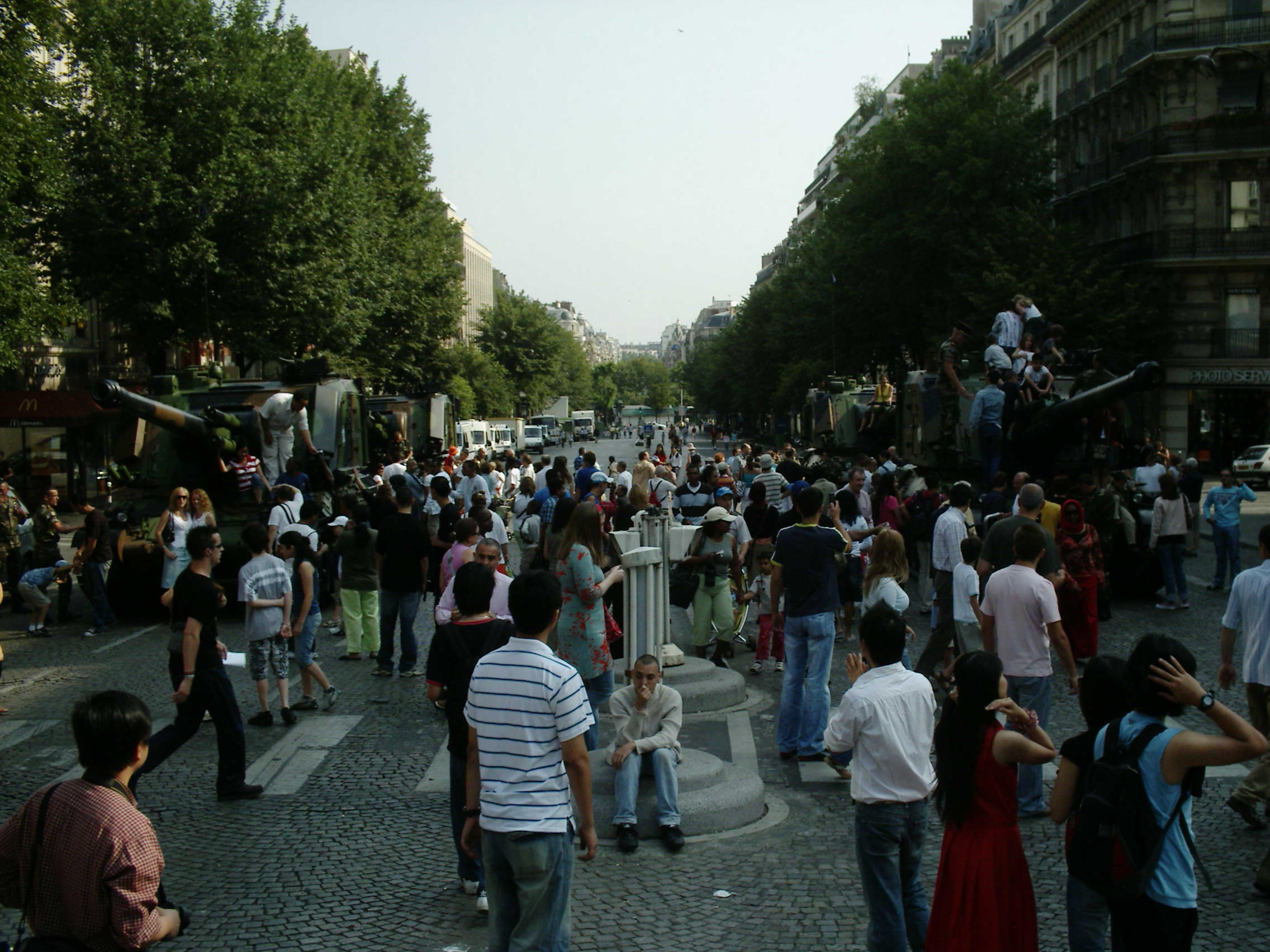
Lors du défilé militaire du 14 juillet, l'avenue est occupée par les chars.
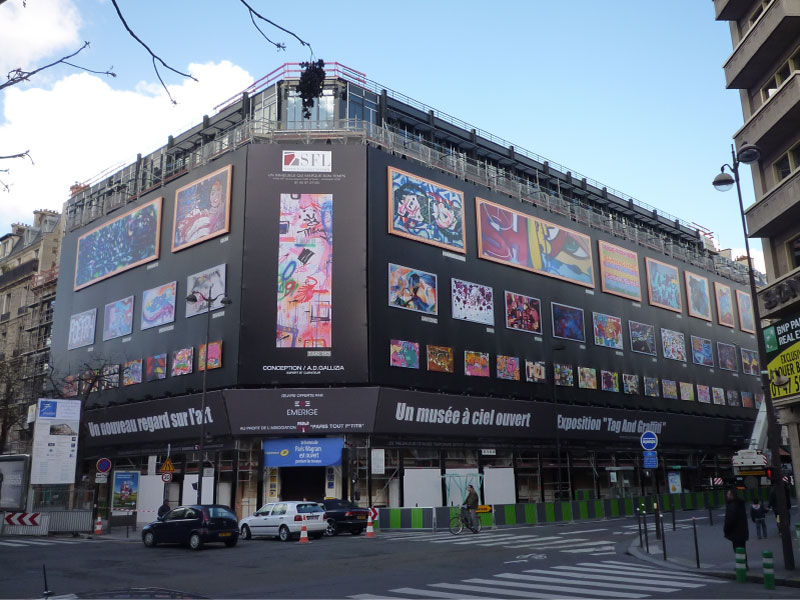
Musée de graffitis à ciel ouvert, 108, avenue de Wagram (2010).

### Bâtiments démolis

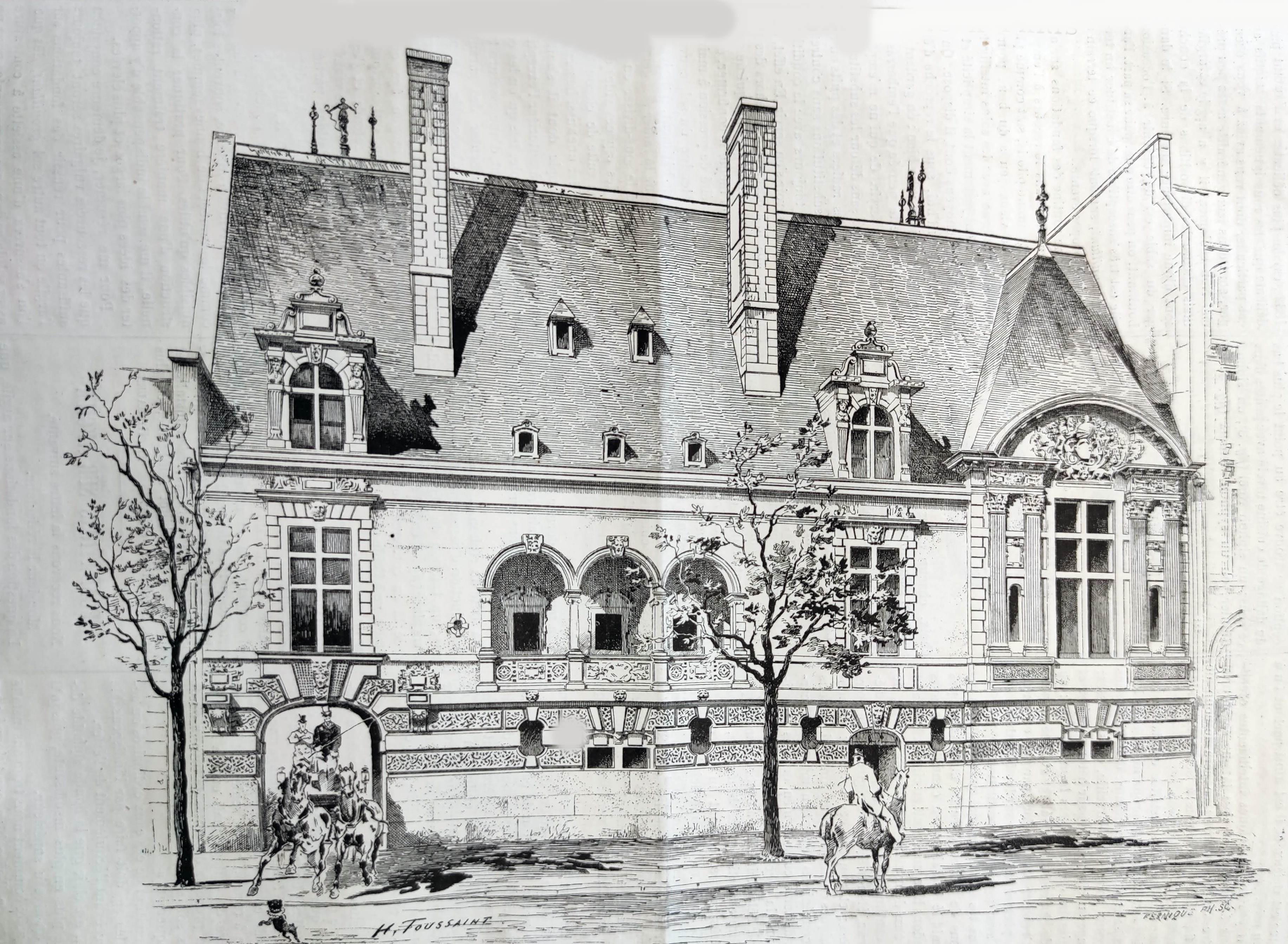
L’hôtel de Bailleul (La Semaine des constructeurs, 1882).

- No 26 : emplacement d'un ancien hôtel particulier nommé « hôtel d'Épinay ». Il resta jusqu'aux années 1950 la résidence de la famille d'Épinay que trois générations habitèrent durant plus d’un siècle[1], dont Prosper d'Épinay (1836-1914), sculpteur en 1910[24]. Il est aujourd’hui détruit, et son emplacement constitue l'entrée du siège social d'EDF.
- No 124 : hôtel particulier, aujourd’hui détruit, nommé « Holyrood », construit par Maria de Mariategui, Lady Caithness, duchesse de Medina Pomar (1830-1895), spirite et occultiste.
- No 126 : hôtel de Bailleul de style Henri II construit par l’architecte Pierre-Victor Cuvillier en 1882[25],[26].
- No 143 bis : hôtel particulier, aujourd’hui détruit, de M. Édouard Kohn (1825-1895) financier international, philanthrope, cofondateur de la banque Kohn-Reinach et Cie avec son beau-frère Jacques de Reinach.